# Nine Muses
Nine Muses (tiếng Hàn Quốc: 나인뮤지스; cách điệu là 9Muses) là một nhóm nhạc nữ Hàn Quốc được thành lập bởi Star Empire Entertainment vào năm 2010 với một hệ thống "nhập học và tốt nghiệp". Đội hình cuối cùng của nhóm bao gồm 4 thành viên: Kyungri, Hyemi, Sojin và Keumjo.
Sau màn ra mắt không thành công với đĩa đơn "No Playboy", đội hình của nhóm đã thay đổi khi phát hành đĩa đơn "Figaro". Sau đó, đĩa đơn của nhóm, "News", và mini album Sweet Rendezvous, đều đã đạt được vị trí cao nhất ở vị trí số 6, và với các thành viên mới bổ sung, nhóm đã trở lại với các album tiếp theo Wild, Dolls, Prima Donna và Glue, đạt được vị trí cao nhất ở vị trí số 4 và 9.
Sau một năm dài gián đoạn vào năm 2014, nhóm đã trở lại với một đội hình mới trong album Drama vào tháng 1 năm 2015. Các bản phát hành sau này bao gồm 9Muses S/S Edition và Lost. Nhóm đã tan rã vào ngày 11/02/2019 sau khi 3 cựu thành viên là Sojin, Hyemi và Keumjo hết hạn hợp đồng.

## Lịch sử

### Trước khi ra mắt
9MUSES ban đầu có 14 thành viên tiềm năng, nhưng khi tên nhóm được công bố, công ty lựa chọn 9 thành viên xuất sắc nhất để ra mắt. Theo công ty quản lý cho biết, tất cả các thành viên trong nhóm đều cao trên 1m70 và xuất thân từ người mẫu nổi tiếng trên sàn catwalk có niềm đam mê và tài năng âm nhạc.
Trước khi ra mắt chính thức, 9MUSES được biết đến với ca khúc "Give Me" (Prosecutor Princess OST) thể hiện cùng với Seo In Young. Ngoài ra, Minha từng xuất hiện trong M/V "All Day Long" của ZE:A.

### Năm 2010-2011: Debut. Thay đổi thành viên và "Figaro"
9MUSES ra mắt single album đầu tay vào ngày 12/8, mang tên "Let's Have A Party". Bài hát chủ đề của single album là "No PlayBoy" được viết bởi Rainstone (Lee Woo Suk) và Park Jin Young. Tuy vậy, màn ra mắt không được đánh giá cao. Vào tháng 10, Jaekyung rơi khỏi nhóm và được thay thế bởi Moon Hyuna. Vào ngày 26/12, 9MUSES trình diễn 6 bài hát tại Trạm Seoul, một event của các ngôi sao Kpop dành cho fan Nhật Bản, cùng với V.O.S và ZE:A.
Ngày 9/6, Bini, Rana rời khỏi nhóm vì lý do cá nhân, công ty cũng thông báo rằng sẽ không có thành viên thay thế. Euaerin rời nhóm để theo đuổi ước mơ tại Nhật. Thế nhưng, 3 tháng sau, cô trở lại nhóm vì không chắc chắn về những việc mình đã dự tính. Vào tháng 8, 9MUSES chuẩn bị ra mắt digital single "Figaro" với chỉ 7 thành viên, cũng như ngày Hyuna chính thức debut. Trước khi quảng bá "Figaro", có tin đồn rằng nhóm sẽ đổi tên thành "Sweet Candy" vì mọi người sẽ bối rối khi thấy 9MUSES là một nhóm nhạc có 7 thành viên ("9MUSES" nghĩa là "Chín Nàng Thơ"). Một tháng sau đó, công ty thông báo rằng nhóm sẽ không đổi tên vì trong tương lai, họ sẽ có thêm 2 thành viên nữa. Vào ngày 18/8, 9MUSES phát hành digital single cũng như M/V "Figaro".

### Năm 2012: Sweet Rendezvous
9MUSES giới thiệu thành viên mới, Kyungri tại một buổi trình diễn ở Abu Dhabi, UAE. Nhóm phát hành M/V "News" vào ngày 10/1, cùng với digital single sau hôm đó. Bài hát được sản xuất bởi Sweetune, cũng là người đứng sau "Figaro".
Vào ngày 6/3, nhóm phát hành mini album đầu tay của họ, "Sweet Rendezvous" và một teaser video cho ca khúc "Ticket". M/V "Ticket" được phát hành vào ngày 8/3. 2 hit "News" và "Ticket" đã gây bão với một thành công vang dội giúp 9MUSES được mọi người biết đến nhiều hơn và lọt vào top dưới những nhóm nhạc nữ nổi tiếng của xứ Kim Chi. Vào ngày 25/5, nhóm phát hành 2 M/V cho chiến dịch quân đội mới nhất của họ, "My Youth's Allegiance". Công ty quản lý cũng thông báo rằng thành viên mới Sungah sẽ gia nhập nhóm, và cô cũng sẽ trình diễn cùng 9MUSES những single trước. Một bộ phim tài liệu về nhóm mang tên "9MUSES Of Star Empire" cũng được ra mắt trong năm nay.

### Năm 2013: "Dolls", "Wild", Prima Donna, và "Glue"

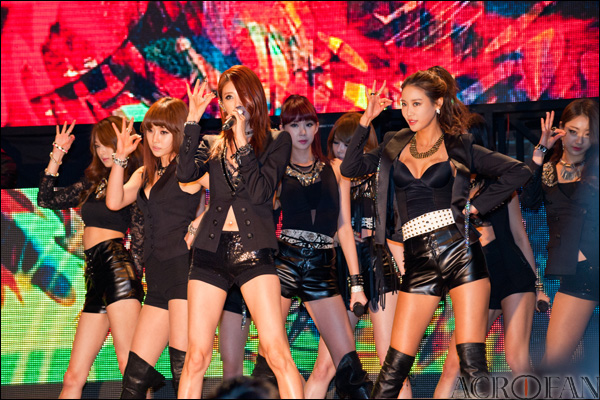
9MUSES trong showcase quảng bá cho mini album "Wild" của họ vào năm 2013.

Single Album "Dolls" được phát hành vào tháng 1/2013. Ca khúc đạt vị trí #35 trên BXH Gaon Top 100, #11 trên M!Countdown và đạt vị trí #7.
Vào ngày 8/5, M/V ca khúc "Wild" được ra mắt, mini album cùng tên cũng được trình làng ngay sau hôm đó. "Wild" đạt vị trí #1 tại các bảng xếp hạng Real-Time và xuất hiện trên BXH Gaon với hạng #32.
Vào ngày 13/10, album phòng thu đầu tiên của nhóm, "Prima Donna" cùng với M/V cho ca khúc chủ đề "Gun" được phát hành. Ngày 4/12, 9MUSES tiếp tục ra mắt một digital single mang tên "Glue" cùng với M/V cho bài hát.

### Năm 2014: Sự ra đi của Lee Sem, Eunji và Sera. Project nhóm nhỏ Nasty Nasty cùng ZE:A
Mới đầu năm, Star Empire đã thông báo rằng ngày 29/1, 2 thành viên Lee Sem và Eunji sẽ rời nhóm. Mặc dù không rõ lý do nhưng công ty quản lý vẫn tuyên bố rằng: "Họ không hoạt động cùng 9MUSES nhưng vẫn dưới trướng Star Empire với các nghề khác như người mẫu, diễn viên, MC,....". Ngày 23/6, Star Empire lại tiếp tục thông báo rằng leader Sera cũng sẽ rời nhóm vì hợp đồng của cô với công ty đã kết thúc và Sera cũng không muốn tiếp tục gia hạn hợp động nữa.
Ngày 22/8, project nhóm nhỏ "Nasty Nasty" bao gồm Kyungri, Kevin (ZE:A) và thực tập sinh Sojin (hiện tại là thành viên 9MUSES) chuẩn bị được ra mắt. Ngày 3/9, nhóm phát hành single "Knock" được sản xuất bởi Rado.

### Năm 2015: Comeback với 3 mini album "Drama", "9MUSES S/S Edition (Special Summer)" và "Lost"
Ngày 8/1, công ty quản lý thông báo rằng, nhóm sẽ trở lại với mini album thứ 3 mang tên "Drama" được phát hành vào ngày 23/1. Vào ngày 12/1, 2 thành viên mới của 9MUSES xuất hiện, đó là: Jo Sojin, chính là thành viên của nhóm nhỏ "Nasty Nasty" và Lee Keumjo, một thực tập sinh. 9MUSES sẽ xuất hiện tại showcase "Drama" vào ngày 21/1 với đội hình mới và biểu diễn ca khúc chủ đề "Drama" lần đầu tiên. Showcase được chiếu trực tiếp trên Youtube.
Ngày 1/7, 9MUSES comeback vào mùa hè với mini album "9MUSES S/S Edition (Special Summer)", bài hát chủ đề là "Hurt Locker" và họ biểu diễn ca khúc lần đầu tiên tại showcase ngày 2/7 cũng như ra mắt M/V.
Ngày 12/11, Star Empire chính thức thông báo 9MUSES sẽ trở lại với mini album thứ 5 mang tên "Lost".
Ngày 23/11, 8 cô gái chính thức tung MV cho ca khúc chủ đề "Sleepless Night" cũng như tổ chức showcase. Mini Album được tung ra vào ngày 24/11. Đây là lần comeback thứ 3 trong năm nay của 9MUSES, cũng là lần đầu tiên họ hợp tác với Brave Brothers, một nhà tạo hit nổi tiếng của Kpop.

### Năm 2016: Concert riêng đầu tiên. Euaerin và Minha rời nhóm, Nhóm nhỏ Nine Muses A; Hyuna tiếp tục rời nhóm
Vào tháng 12 năm 2015, Star Empire thông báo rằng các cô gái sẽ có một solo concert đầu tiên kể từ khi debut vào tháng 2 năm sau. Concert sẽ được tổ chức tại Hội Trường Wallpop tại Công Viên cho trẻ em Seoul vào ngày 19/2.
Ngày 26/05/2016, Euaerin và Minha rời nhóm vì hết hạn hợp đồng với Star Empire mà không muốn tiếp tục gia hạn nữa.
9MUSES comeback với nhóm nhỏ mang tên Nine Muses A (9muses Amuse) vào mùa hè. Nhóm có 4 thành viên là: Kyungri, Hyemi, Sojin và Keumjo debut vào 4/8 với bài hát Lip 2 Lip và album Muses Dairy.
Vào ngày 4/10, Star Empire đã thông báo về việc rời nhóm của Hyuna sau hơn sáu năm hoạt động cùng "Nine Muses"

### Năm 2017: SungAh tạm ngưng hoạt động; thông báo màu chính thức, concert riêng thứ 2 "Re:Mine" và mini album "Muses Diary Part 2: Identity"
Vào tháng 5, Star Empire thông báo rằng nhóm sẽ comeback mà không có SungAh; vì cô đang tập trung trong việc học nhạc và làm DJ của mình.
Ngày 1/6, teaser cho bài hát mới mới của Nine Muses được đăng lên.Ngày 12 đến 15 tháng 6, 4 teaser của từng thành viên (theo thứ tự: Keumjo, Hyemi, Sojin, Kyungri) được tung ra; và trong khoảng thời gian này, Star Empire cũng tiết lộ màu sắc chính thức của nhóm là màu tím và bạc, cũng như nhóm sẽ có concert riêng thứ 2 tên "Re:Mine" vào ngày 29 tháng 7, lúc 7h tối (múi giờ của Hàn Quốc) tại Blue Square Samsung Card Hall. Ngày 16/6, teaser cho MV của "Remember" được tải lên.
Ngày 19/6, MV cho bài hát title "Remember" của album mới "Muses Diary Part 2: Identity" được đăng tải lên trang YouTube chính thức của nhóm.
Ngày 3/8, nhóm tiếp tục cho ra mắt Repackage Mini Album: "Muses Diary Part 3: LOVE CITY" với bài hát title "Love City".
Ngày 3/9, cựu thành viên Moon Hyuna kết hôn tại Gangnam.

### Năm 2018: Kyungri chính thức solo debut với Digital Single “어젯밤 (Blue Moon).”
Ngày 20/5 Sungah kết hôn với DJ DaQ. Đám cưới được tổ chức riêng tư với gia đình và người thân.
Ngày 15/6, Star Empire thông báo Kyungri sẽ chính thức solo debut với Digital Single "어젯밤 (Blue Moon)".
Ngày 5/7, ngay vào sinh nhật lần thứ 29 của mình, Kyungri chính thức tung MV cho ca khúc chủ đề "Blue Moon".

### Năm 2019: Nine Muses tan rã
Ngày 11/2, Star Empire thông báo Nine Muses sẽ chính thức tan rã sau fanmeeting “Remember” vào ngày 24/2.
Nhóm sẽ ra ca khúc digital cuối cùng mang tên “Remember” vào 14/2 như món quà dành tặng fan.

## Thành viên
| Nghệ danh           | Nghệ danh | Nghệ danh | Tên khai sinh  | Tên khai sinh | Tên khai sinh | Tên khai sinh  | Ngày sinh         | Nơi sinh                    | Vị trí                                             |
| Latinh hóa          | Hàn tự    | chữ Hán   | Latinh hóa     | Hàn tự        | chữ Hán       | Hán Việt       | Ngày sinh         | Nơi sinh                    | Vị trí                                             |
| THÀNH VIÊN HIỆN TẠI |           |           |                |               |               |                |                   |                             |                                                    |
| Sungah              | 성아      | 成雅      | Son Sungah     | 손성아        | 孫成雅        | Tôn Thành Nga  | 8 tháng 7, 1989   | Seoul, Hàn Quốc             | Lead Rapper, Lead Dancer, Sub Vocal                |
| Kyungri             | 경리      | 倞利      | Park Kyungri   | 박경리        | 朴倞利        | Phác Quỳnh Lợi | 5 tháng 7, 1990   | Haeundae, Busan, Hàn Quốc   | Face of the Group, Main Vocal, Visual, Lead Dancer |
| Hyemi               | 혜미      | 慧美      | Pyo Hyemi      | 표혜미        | 表慧美        | Phan Huệ Mỹ    | 3 tháng 4, 1991   | Quận Tây, Gwangju, Hàn Quốc | Leader, Main Vocal                                 |
| Sojin               | 소진      | 笑珍      | Jo Sojin       | 조소진        | 趙笑珍        | Triệu Tố Trân  | 11 tháng 10, 1991 | Jeongeup, Hàn Quốc          | Main Rapper, Main Dancer, Sub Vocal                |
| Keumjo              | 금조      | 金祚      | Lee Keumjo     | 이금조        | 李金祚        | Lý Cẩm Thảo    | 17 tháng 12, 1992 | Daegu, Hàn Quốc             | Main Vocal                                         |
| THÀNH VIÊN CŨ       |           |           |                |               |               |                |                   |                             |                                                    |
| Rana                | 라나      | 羅娜      | Kim Rana       | 김라나        | 金羅娜        | Kim Lạp Nhã    | 26 tháng 6, 1983  |                             | Sub Vocal, Sub Rapper                              |
| Bini                | 비니      | Bini      | Lee Hyebin     | 이혜빈        | 李혜빈        | Lý Huệ Bân     | 13 tháng 11, 1985 |                             | Sub Vocal                                          |
| Hyuna               | 현아      | 懸雅      | Moon Hyunah    | 문현아        | 文懸雅        | Văn Hiền Nga   | 19 tháng 1, 1987  |                             | Lead Vocal                                         |
| Lee Sem             | 이샘      | Lee Sem   | Lee Hyunjoo    | 이현주        | 李泫枓        | Lý Hiền Châu   | 5 tháng 5, 1987   |                             | Lead Rapper, Sub Vocal                             |
| Jaekyung            | 재경      | 在景      | Jeong Seoyoung | 정서영        | 鄭서영        | Trịnh Từ Anh   | 19 tháng 9, 1987  |                             | Sub Vocal                                          |
| Sera                | 세라      | 世羅      | Ryu Sera       | 류세라        | 柳世羅        | Liễu Thế Lạp   | 3 tháng 10, 1987  | Busan, Hàn Quốc             | Main Vocal                                         |
| Euaerin             | 이유애린  |           | Lee Hyemin     | 이혜민        | 李惠敏        | Lý Huệ Mân     | 3 tháng 5, 1988   | Seoul, Hàn Quốc             | Main Rapper, Visual, Lead Dancer, Sub Vocal        |
| Eunji               | 은지      |           | Park Eunji     | 박은지        |               | Phác Ân Trí    | 27 tháng 9, 1988  | Jeonju, Hàn Quốc            | Main Dancer, Sub Vocal, Sub Rapper                 |
| Minha               | 민하      | 珉河      | Park Minha     | 박민하        | 朴珉河        | Phác Mân Hà    | 27 tháng 6, 1991  | Seoul, Hàn Quốc             | Face of the Group, Sub Vocal                       |

## Fanclub
Tên fanclub chính thức của nhóm là MINE, viết tắt của "Muses Is Never End".

## Danh sách đĩa nhạc

### Album
Album phòng thu
| Title                                                                        | Album details | Peak chart positions | Sales                                 |
| Title                                                                        | Album details | KOR                  | Sales                                 |
| ---------------------------------------------------------------------------- | --- | -------------------- | ------------------------------------- |
| Prima Donna                                                                  | - Released: ngày 14 tháng 10 năm 2013 - Label: Star Empire Entertainment, LOEN Entertainment - Format: CD, digital download | 7                    | - KOR: 6,594+ - JPN: 746+ - TWN: 245+ |
| "—" denotes releases that did not chart or were not released in that region. | |                      |                                       |

Mini-album
| Title                                                                        | Album details | Peak chart positions | Peak chart positions | Sales                                 |
| Title                                                                        | Album details | KOR                  | US World             | Sales                                 |
| ---------------------------------------------------------------------------- | --- | -------------------- | -------------------- | ------------------------------------- |
| Sweet Rendezvous                                                             | - Released: ngày 8 tháng 3 năm 2012 - Label: Star Empire Entertainment - Format: CD, digital download                     | 6                    | —                    | - KOR: 4,100+                         |
| Wild                                                                         | - Released: ngày 9 tháng 5 năm 2013 - Label: Star Empire Entertainment, LOEN Entertainment - Format: CD, digital download | 4                    | —                    | - KOR: 5,633+ - JPN: 467+ - TWN: 158+ |
| Drama                                                                        | - Released: ngày 23 tháng 1 năm 2015 - Label: Star Empire Entertainment, KT Music - Format: CD, digital download          | 4                    | —                    | - KOR: 8,264+ - TWN: 23+              |
| 9Muses S/S Edition                                                           | - Released: ngày 2 tháng 7 năm 2015 - Label: Star Empire Entertainment, KT Music - Format: CD, digital download           | 5                    | 8                    | - KOR: 7,054+ - JPN: 334+ - TWN: 33+  |
| Lost (Till the Night is Over)                                                | - Released: ngày 24 tháng 11 năm 2015 - Label: Star Empire Entertainment, KT Music - Format: CD, digital download         | 10                   | —                    | - KOR: 6,939+                         |
| "—" denotes releases that did not chart or were not released in that region. | |                      |                      |                                       |

Album đĩa đơn
| Title                                                                        | Album details | Peak chart positions | Sales         |
| Title                                                                        | Album details | KOR                  | Sales         |
| ---------------------------------------------------------------------------- | --- | -------------------- | ------------- |
| Let's Have a Party                                                           | - Released: ngày 12 tháng 8 năm 2010 - Label: Star Empire Entertainment - Format: CD, digital download                     | 18                   | - KOR: 1,052+ |
| Dolls                                                                        | - Released: ngày 24 tháng 1 năm 2013 - Label: Star Empire Entertainment, LOEN Entertainment - Format: CD, digital download | 7                    | - KOR: 3,533+ |
| Muses Diary (9Muses A)                                                       | - Released: ngày 4 tháng 8 năm 2016 - Label: Star Empire Entertainment, KT Music - Format: CD, digital download            | 4                    | - KOR: 4,959  |
| "—" denotes releases that did not chart or were not released in that region. | |                      |               |

### Đĩa đơn
Với tư cách ca sĩ chính
| Title                                                                        | Year | Peak chart positions | Peak chart positions | Sales (Digital download) | Album                       |
| Title                                                                        | Year | KOR                  | KOR Hot 100          | Sales (Digital download) | Album                       |
| ---------------------------------------------------------------------------- | ---- | -------------------- | -------------------- | ------------------------ | --------------------------- |
| "No Playboy"                                                                 | 2010 | 56                   | —                    |                          | Let's Have a Party (single) |
| "Ladies"                                                                     | 2010 | —                    | —                    |                          | Let's Have a Party (single) |
| "Figaro"                                                                     | 2011 | 66                   | 82                   | - KOR: 226,648           | Sweet Rendezvous            |
| "News"                                                                       | 2012 | 36                   | 46                   | - KOR: 740,328           | Sweet Rendezvous            |
| "Ticket"                                                                     | 2012 | 33                   | 41                   | - KOR: 369,990           | Sweet Rendezvous            |
| "Dolls"                                                                      | 2013 | 17                   | 19                   | - KOR: 480,454           | Dolls (single)              |
| "Wild"                                                                       | 2013 | 22                   | 18                   | - KOR: 373,829           | Wild                        |
| "Gun"                                                                        | 2013 | 16                   | 36                   | - KOR: 207,723           | Prima Donna                 |
| "Glue"                                                                       | 2013 | 24                   | 26                   | - KOR: 150,897           | Non-album release           |
| "Drama"                                                                      | 2015 | 13                   | —                    | - KOR: 301,723           | Drama                       |
| "Hurt Locker"                                                                | 2015 | 32                   | —                    | - KOR: 153,403           | 9Muses S/S Edition          |
| "Sleepless Night"                                                            | 2015 | 26                   | —                    | - KOR: 48,153            | Lost                        |
| "Lip 2 Lip" (9Muses A)                                                       | 2016 | 48                   | —                    | - KOR: 76,862            | Muses Diary                 |
| "—" denotes releases that did not chart or were not released in that region. |      |                      |                      |                          |                             |

Với tư cách khách mời
| Năm  | Song                        | Member(s)                                  | Other performer(s)                                           | Album                       |
| ---- | --------------------------- | ------------------------------------------ | ------------------------------------------------------------ | --------------------------- |
| 2010 | "Music"                     | Hyuna                                      | House Rulez                                                  | Pool Party                  |
| 2010 | "Give Me"                   | All                                        | Seo In-Young                                                 | Prosecutor Princess OST     |
| 2011 | "Shooting Star"             | All                                        | Seo In-Young, ZE:A, Park Jung Ah, Jewelry                    | Shooting Star Single        |
| 2012 | "Win the Day"               | Hyuna, Sera, Eunji, Kyungri, Hyemi & Minha | 2PM, 4Minute, MBLAQ, Miss A, Dal Shabet, Sistar, ZE:A & B1A4 | Non-album release           |
| 2012 | "Get Up"                    | Hyuna, Sera, Hyemi & Kyungri               | Rhythm Power                                                 | Get Up Single               |
| 2012 | "I Need Your Love"          | Hyuna, Sera, Eunji & Hyemi                 | Kim Jong Min & Tak Jaehoon                                   | MBC Music & Lyrics Season 2 |
| 2013 | "This Song Is For You"      | Hyuna                                      | House Rulez                                                  | After Reset                 |
| 2014 | "Indelible 11-digit Number" | Hyuna                                      | 20 Years of Age                                              | 20                          |

### Video âm nhạc
| Năm  | Title             | Director(s)      | References |
| ---- | ----------------- | ---------------- | ---------- |
| 2010 | "No Playboy"      | Gang Jong Myeong | [ 19 ]     |
| 2011 | "Figaro"          | Park Ji Ho       | [ 20 ]     |
| 2012 | "News"            | Saem & Se Rin    | [ 21 ]     |
| 2012 | "Ticket"          | Lee Sa Gang      | [ 22 ]     |
| 2013 | "Dolls"           | Lee Gi Baek      | [ 23 ]     |
| 2013 | "Wild"            | Lee Sa Gang      | [ 24 ]     |
| 2013 | "Gun"             | Lee Sa Gang      | [ 25 ]     |
| 2013 | "Glue"            | Lee Sa Gang      | [ 26 ]     |
| 2015 | "Drama"           | Lee Sa Gang      | [ 27 ]     |
| 2015 | "Hurt Locker"     | Lee Sa Gang      | [ 28 ]     |
| 2015 | "Sleepless Night" | Lee Sa Gang      |            |